# Yunnan Aluminium
Yunnan Aluminium — китайская компания, занимающаяся производством алюминия. Штаб-квартира расположена в Куньмине (провинция Юньнань).

## История
Компания была основана в 1970 году. В 1998 году вышла на Шэньчжэньскую фондовую биржу. В 2018 году контролирующим акционером стала Aluminum Corporation of China. На тот момент номинальная производительность предприятий Yunnan Aluminium составляла 1,6 млн т алюминия в год.

## Деятельность
Yunnan Aluminium ведёт добычу бокситов и переработку их в оксид алюминия, выплавку алюминия, производство ультратонкой алюминиевой фольги, выплавку слитков чистого алюминия и его сплавов. Часть потребности в бокситах покрывается за счёт собственной добычи в Юньнани, также компания участвует в проектах по добыче бокситов а таких странах, как Вьетнам, Индонезия, Камбоджа и Лаос.
За 2024 год было произведено 1,4 млн т оксида алюминия, 3,05 млн т алюминия, 1,6 млн т алюминиевых сплавов и 820 тыс. т графитовых катодов. Выручка компании за 2024 год составила 54,45 млрд юаней (7,62 млрд долларов), вся она пришлась на КНР.

## Дочерние компании
Основные дочерние предприятия:
- Yunnan Wenshan Aluminium Co., Ltd. (Вэньшань-Чжуан-Мяоский автономный округ) — добыча бокситов, выплавка алюминия;
- Yunnan Aluminium Industry Co., Ltd. — алюминиевый завод;
- Yunnan Yunlv Runxin Aluminium Co., Ltd. (Хунхэ-Хани-Ийский автономный округ) — алюминиевый завод;
- Yunnan Yunlv Zexin Aluminium Co., Ltd. (Цюйцзин) — алюминиевый завод;
- Qujing Yunlv Yuxin Aluminium Co., Ltd. (Цюйцзин) — алюминиевый завод;
- Yunnan Yunlv Haixin Aluminium Co., Ltd. (Чжаотун) — алюминиевый завод;
- Heqing Yixin Aluminium Co., Ltd. (Дали-Байский автономный округ) — алюминиевый завод.

## Акционеры
Крупные пакеты акций принадлежат Aluminum Corporation of China (29,41 %) и Комитету по контролю и управлению госимуществом Китая (13,14 %).